# Pohlia ochii
Pohlia ochii là một loài rêu trong họ Bryaceae. Loài này được Vitt mô tả khoa học đầu tiên năm 1971.